# ونست
ونست (به فرانسوی: Vensat) یک کمون در فرانسه است که در Canton of Aigueperse واقع شده‌است.

## خصوصیات
ونست ۱۶٫۱۱ کیلومترمربع مساحت و ۴۲۴ نفر جمعیت دارد و ۴۰۰ متر بالاتر از سطح دریا واقع شده‌است.